# Séisme de 2007 à Gisborne
Séisme de 2007 à Gisborne est un tremblement de terre qui s'est produit en Nouvelle-Zélande le 20 décembre 2007. La magnitude était de 6,7. Le séisme a tué une personne et en a blessé 11 autres.